# アマド・シャールル・アズハル・ソフィアン
アマド・シャールル・アズハル・ソフィアン（マレー語: Ahmad Shahrul Azhar Sofian、1974年10月24日 - ）は、マレーシアの元サッカー選手、現サッカー指導者。元マレーシア代表。ポジションはMF。

## クラブ歴
1996年にペラFAで選手となる。1998年から1999年にかけて一旦ヌグリ・スンビランFAに移籍したものの、その後ペラFAに復帰した。ペラFAでは背番号9番を背負い、主将も務めた。その能力の高さでも知られていたが、同時に気性の激しさでも知られていた。プタリン・ジャヤ・シティFC戦でレッドカードを提示された時には第四審に対して狂態を見せ、12ヶ月の出場停止となった。また、2007年のマレーシアカップ出場でも退場となっている。
2009年にはマレーシア・プレミアリーグのプロトンFCに移籍し、この年を以て選手を引退した。

## 代表歴
1999年のダンヒルカップで代表初出場を果たした。その後、1999年東南アジア競技大会サッカー競技ではカンボジア代表相手にハットトリックを達成した。2000年にはマレーシア代表の主将に任命された。
2002年アジア競技大会サッカー競技が代表としての最後の出場となった。この時はオーバーエイジ枠としてU-23代表初の出場でもあった。

## 個人成績
代表での得点一覧
| #  | 日附          | 場所                                                         | 対戦相手                 | 得点 | 結果 | 大会                     |
| -- | ------------- | ------------------------------------------------------------ | ------------------------ | ---- | ---- | ------------------------ |
| 1. | 1999年8月4日  | バンダル・スリ・ブガワン・ベラカス・スポーツ・コンプレックス | カンボジア               | 0-1  | 2-7  | 1999年東南アジア競技大会 |
| 2. | 1999年8月4日  | バンダル・スリ・ブガワン・ベラカス・スポーツ・コンプレックス | カンボジア               | 2-3  | 2-7  | 1999年東南アジア競技大会 |
| 3. | 1999年8月4日  | バンダル・スリ・ブガワン・ベラカス・スポーツ・コンプレックス | カンボジア               | 2-7  | 2-7  | 1999年東南アジア競技大会 |
| 4. | 2000年11月7日 | ソンクラー・ティンスラロン・スタジアム                       | ラオス                   | 0-5  | 0-5  | 2000 タイガーカップ      |
| 5. | 2000年11月9日 | ソンクラー・ティンスラロン・スタジアム                       | カンボジア               | 3-0  | 3-2  | 2000 タイガーカップ      |
| 6. | 2001年2月9日  | バ                                                           | フィジー                 |      | 1-2  | 親善試合                 |
| 7. | 2001年6月25日 | シャー・アラム                                               | ボスニア・ヘルツェゴビナ | 2-2  | 2-2  | ムルデカ大会2001         |

## タイトル
2005年にはチームメイトであった陳永雄、ナンタクマル・カリアパン、モハマド・ハムサニ・アマド、シャムスル・サードと共にペラ州から州のサッカー発展への貢献について叙勲された。